# Andrea della Robbia

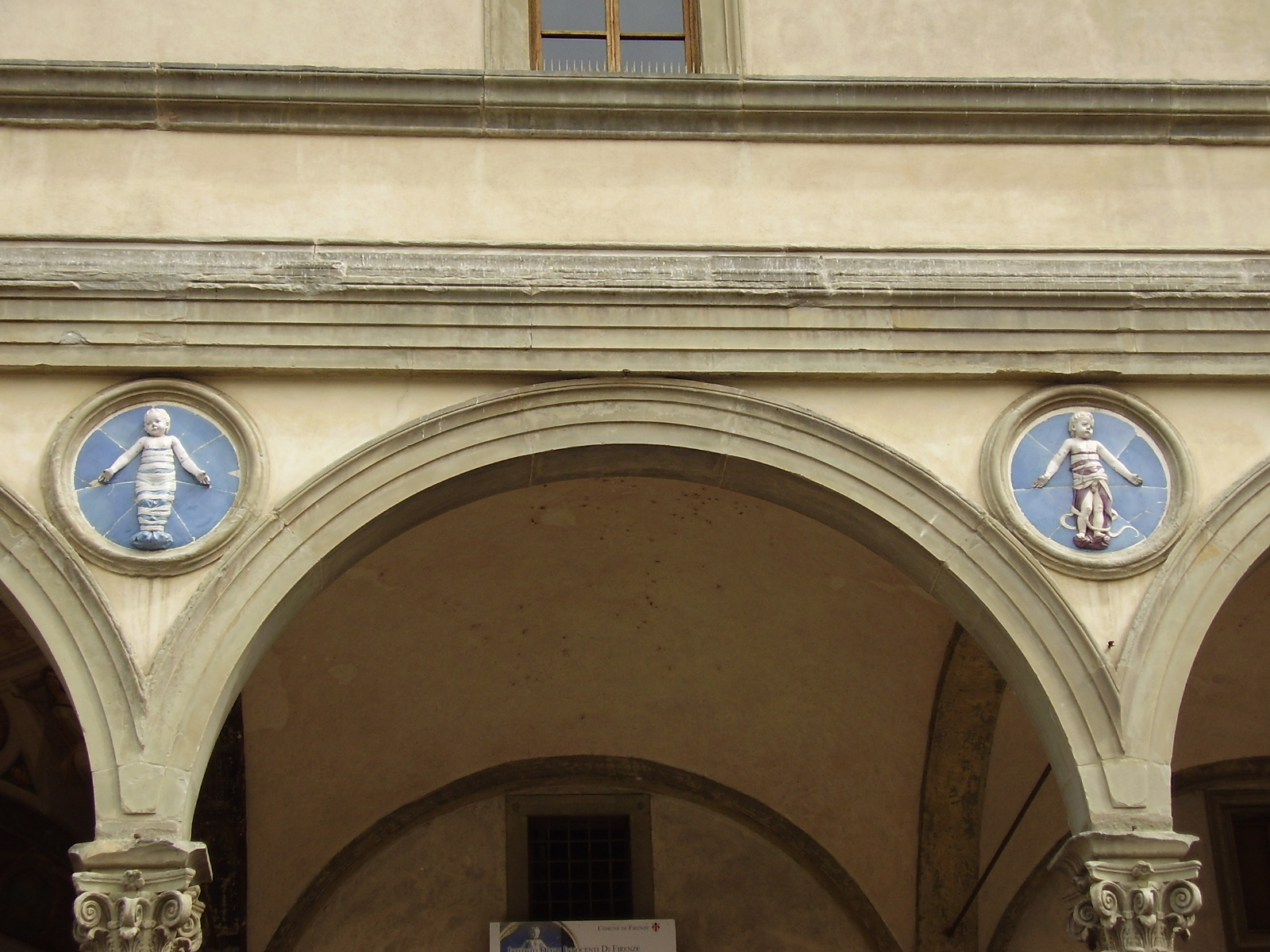
Andrea della Robbia – Medaljonger med lindebarn, Ospedale degli Innocenti, Florens.

Andrea della Robbia, född 20 oktober 1435 i Florens, död där 4 augusti 1525, var en italiensk skulptör och keramiker under renässansen. Han var brorson till Luca della Robbia.
Andrea della Robbias främsta verk är terrakottamedaljongerna med lindebarn som pryder fasaden till Brunelleschis Hittebarnshus, Ospedale degli Innocenti, i Florens.